# John Burdett
Pour les articles homonymes, voir Burdett.
John Patrick Burdett, né le 24 juillet 1951 à Londres, est un romancier britannique, auteur de romans policiers. Il est notamment l'auteur du best-seller Bangkok 8 et de ses suites, Bangkok Tattoo, Bangkok Haunts, The Godfather Of Kathmandu et The Bangkok Asset.

## Biographie
John Burdett est le fils d'un policier et d'une couturière. Il a suivi un cursus de littérature anglaise et américaine à l'université de Warwick. La conséquence fut qu'il resta inemployable jusqu'à ce qu'il se recycle en droit. Il devint alors un avocat spécialisé en droit de la propriété et de la construction et il vécut et travailla à Hong Kong, à partir de 1973, pendant douze ans. Il fut notamment employé par le gouvernement de Hong Kong, avant de travailler pour son propre compte. Finalement, Burdett, ayant accumulé suffisamment d'argent pour prendre une retraite anticipée, décide d'abandonner le droit et d'entamer une carrière comme auteur de romans policiers. Il vit à Bangkok depuis 1996.
Burdett partage désormais son temps entre la France, dans la région de Cahors, et Bangkok où il passe beaucoup de temps en recherche dans les quartiers chauds de Soi Cowboy et Nana Plaza .
Il est divorcé et père d'une fille.

## Œuvre
La série de romans policiers Bangkok, constituée de  Bangkok 8 (2003), Bangkok Tatoo, Bangkok Psycho,(Bangkok Haunts), Le Parrain de Katmandou (The Godfather Of Kathmandu), Le Pic du vautour (The Bangkok Asset),, et Le Joker,, se déroule essentiellement à Bangkok. Le héros est un inspecteur de police thaï, Sonchai Jitpleecheep. Fils d'une prostituée thaïe et d'un officier américain qu'il n'a jamais connu, le détective nous fait partager ses méditations philosophiques bouddhistes et ses réflexions sur le fossé culturel entre l'Asie et l'Occident (il a une connaissance intime de ce dernier en raison de ses nombreux voyages durant sa jeunesse aux États-Unis et en Europe). Autre caractéristique atypique pour un flic de la bruissante métropole, il s'est fixé pour devoir d'être strictement incorruptible.
Les différents romans de Burdett ont tous pour toile de fond la dynamique industrie du sexe en Thaïlande et les quartiers chauds de la capitale.

## Film
Une option a été posée sur Bangkok 8 par Millennium Films, qui, selon Burdett, est réellement déterminée à produire le film.

## Œuvres
- La Nuit des voleurs, [« A Personal History of Thirst »], trad. de Nordine Haddad, Paris, Presses de la Cité, 1996, 360 p., réédition France Loisirs, 1997, 369 p.  (ISBN 978-2-7441-0429-9)
- Typhon sur Hong-Kong, [« The Last Six Million Seconds »], trad. de Jacques Martinache, Paris, Presses de la Cité, coll. « Romans », 1998, 420 p.  (ISBN 978-2-258-04489-0)
- Bangkok 8, trad. de Thierry Pielat, Paris, Presses de la Cité, coll. « Sang d'encre », 2004, 420 p.  (ISBN 978-2-258-06229-0)
- Bangkok Tattoo, trad. de Thierry Pielat, Paris, Presses de la Cité, coll. « Sang d'encre », 2006, 360 p.  (ISBN 978-2-258-07060-8)
- Bangkok Psycho, trad. de Thierry Pielat, Paris, Presses de la Cité, coll. « Sang d'encre », 2009, 347 p.  (ISBN 978-2-258-07675-4)
- Le Parrain de Katmandou, [« The Godfather Of Kathmandu »], trad. de Thierry Pielat, Paris, Presses de la Cité, coll. « Sang d'encre », 2011, 464 p.  (ISBN 978-2-258-08524-4)
- Autant en emporte l'Orient, trad. de Thierry Pielat, une des douze nouvelles du recueil Bangkok noir, Éditions GOPE[13], 2012, pages 11 à 26  (ISBN 978-2-9535538-8-8)
- Le Pic du vautour, [« Vulture Peak »], trad. de Thierry Pielat, Paris, Presses de la Cité, coll. « Sang d'encre », 2013, 414p.  (ISBN 978-2-258-10088-6)
- Le Joker, [« The Bangkok Asset »], trad. de Thierry Pielat, Paris, Presses de la Cité, coll. « Sang d'encre », 2016, 432 p.  (ISBN 978-2-258-13595-6)